# エマニュエル・フォーブス
エマニュエル・フォーブス・ジュニア（Emmanuel Forbes Jr., 2001年1月13日 - ）は、アメリカ合衆国ミシシッピ州グレナダ出身のプロアメリカンフットボール選手。NFLのワシントン・コマンダースに所属している。ポジションはコーナーバック。

## 経歴

### カレッジ
ミシシッピ州立大学では1年目の2020年シーズンに45タックル、5つのインターセプトを記録し、SECオールフレッシュマンチームに選出された。
2021年シーズンは59タックル、3つのインターセプトを記録し、オールSECセカンドチームに選出された。
2022年シーズンは46タックル、6つのインターセプトを記録し、オールSECファーストチーム、コンセンサスオールアメリカンに選出された。このシーズン終了後、2023年のNFLドラフトにアーリーエントリーした。
大学通算で、NCAA記録となる6つのリターンTDを成功させた。
| Season | Games | Tackles | Solo | Ast | TFL | Sacks | Int | FF | FR | TD | PD |
| ------ | ----- | ------- | ---- | --- | --- | ----- | --- | -- | -- | -- | -- |
| 2020   | 10    | 45      | 23   | 22  | 0.5 | 0     | 5   | 0  | 0  | 3  | 6  |
| 2021   | 13    | 59      | 45   | 14  | 5   | 1     | 3   | 0  | 0  | 0  | 4  |
| 2022   | 12    | 46      | 26   | 20  | 1   | 0     | 6   | 0  | 0  | 3  | 10 |
| 通算   | 35    | 150     | 94   | 56  | 6.5 | 1     | 14  | 0  | 0  | 6  | 20 |

### ワシントン・コマンダース
| 6 ft 0+3⁄4 in (185 cm) | 166 lb (75 kg) | 32+1⁄4 in (82 cm) | 8+1⁄2 in (22 cm) | 4.35 s | 1.48 s | 2.53 s | 38.0 in (97 cm) | 10 ft 11 in (3.33 m) |
| Source:                |                |                   |                  |        |        |        |                 |                      |

ドラフト全体16位でワシントン・コマンダースから指名され、その後4年総額1,540万ドルのルーキー契約を結んだ。

## 人物
10人兄弟の下から二番目。

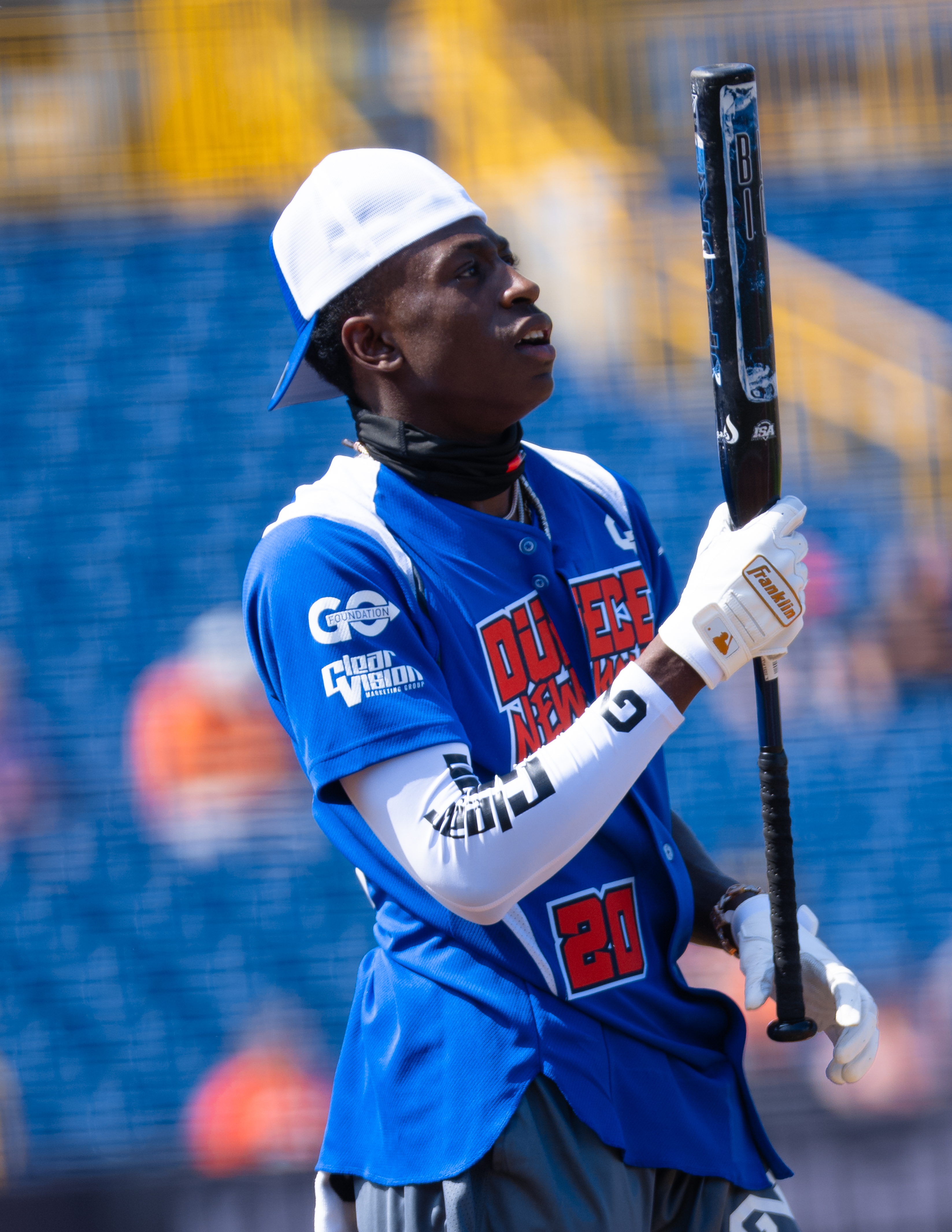
2023年、著名人によるソフトボール大会に参加

日常生活の大半で十字架のネックレスをつけている。これはかつて野球の大会で優勝した際に父から贈られたものである。